# Христич Яким Гнатович
Хри́стич Яки́м Гна́тович (9 вересня 1884; Потоки, Кременчуцький район, Полтавська область — †27 березня 1971; Чикаго, США) — український громадський діяч, військовик (мічман Військово-Морського флоту УНР).

## Біографія
Закінчив Тифліський комерційний інститут. З листопада 1915 р. — на флоті. Співзасновник Українського морського клубу у Севастополі (1917 р.).
Член Української Центральної Ради. Сформував Окремий морський курінь ім. Сагайдачного, на чолі якого прибув до Києва на захист Української Центральної Ради. У 1918 р. — комісар УНР у Криму — 15 квітня наказом міністра внутрішніх справ УНР відряджений до Сімферополя для заснування філії Інформаційного бюро МВС УНР, обов'язком якого було поширювати серед населення Криму даних про політику українського уряду, його закони і «взагалі вести там роботу з наближення Криму до України».
У 1919 р. — комісар Могилів-Подільського повіту УНР. З липня 1921 р. жив у Коломиї, редагував газету «Воля Покуття».
З 1944 р. — на еміграції у Німеччині, Канаді, США. Автор спогадів «Українська революція в Чорноморській військовій флоті» (Військово-історичний альманах. — 2003. — Ч. 7. — С. 147–160.)
Помер та похований у Чикаго.